# Бузачинский район
Бузачинский район — единица административного деления Адаевского уезда Киргизской АССР, существовавшая с марта 1921 года по сентябрь 1922 года.

## Административное устройство
Бузачинский район был образован в составе Адаевского уезда 3 марта 1921 года. Всё население района было кочевым, поэтому постоянного административного центра район не имел. В район входило 4 волости: 2-я Бузачинская, 3-я Бузачинская, Джаменеевская, 1-я Туркменадаевская. 9 сентября 1922 года район был упразднён, а входившие в него волости отошли в прямое подчинение Адаевскому уезду.